# Rourea sprucei
Rourea sprucei é uma espécie de arbusto ou trepadeira de planta com flor pertencente à família Connaraceae.
A autoridade científica da espécie é Gustav August Ludwig David Schellenberg, tendo sido publicada em Das Pflanzenreich IV. 127(Heft 103): 205. 1938.

## Brasil
Esta espécie terrícola é nativa e não endémica do Brasil, podendo ser encontrada nas Regiões Centro-Oeste e Norte do Brasil. Em termos fitogeográficos pode ser encontrada no domínio da Amazônia.
Ocorrem três táxons infra-específicos no Brasil.
- Rourea sprucei var. rondoniensis Forero
- Rourea sprucei var. sprucei
- Rourea sprucei var. subcoriacea Forero